# Chaetonotus beauchampi
Chaetonotus beauchampi är en djurart som tillhör fylumet bukhårsdjur, och som beskrevs av Jean-Loup d'Hondt 1967. Chaetonotus beauchampi ingår i släktet Chaetonotus och familjen Chaetonotidae. Inga underarter finns listade i Catalogue of Life.